# Yannick Sagbo
Yannick Anister Sagbo Latte (Marseille, 12 april 1988) is een Ivoriaans voetballer die bij voorkeur als aanvaller speelt. Hij verruilde in juli 2013 Évian TG voor Hull City. Sagbo debuteerde in 2010 in het Ivoriaans voetbalelftal

## Clubcarrière
Sagbo begon op zevenjarige leeftijd met voetballen bij Bouc-Bel-Air. Op zestienjarige leeftijd trok hij naar AS Monaco . Op 13 mei 2008 tekende hij zijn eerste profcontract bij AS Monaco. In juli 2008 werd hij bij het eerste elftal gehaald. Hij kreeg het rugnummer 9. Op 8 november 2008 debuteerde hij in de Ligue 1 als invaller tegen Olympique Lyon. Op 31 augustus 2010, de laatste dag van de zomerse transferperiode, werd hij getransfereerd naar Évian TG. In drie seizoenen scoorde hij 22 doelpunten uit 90 wedstrijden voor Évian. Op 26 juli 2013 tekende hij een tweejarig contract bij promovendus Hull City. Hij debuteerde op 18 augustus 2013 in de Premier League, tegen Chelsea op Stamford Bridge. Hij stond met Hull City AFC in de finale van de strijd om de FA Cup 2014, die de ploeg van trainer-coach Steve Bruce met 3-2 verloor van Arsenal. Sagbo kwam in dat duel niet in actie.

## Interlandcarrière
Sagbo debuteerde op 10 augustus 2010 voor Ivoorkust in een vriendschappelijke wedstrijd tegen Italië. Ivoorkust won de oefenwedstrijd met 0-1.  Op 15 augustus 2012 speelde hij zijn tweede interland, een oefenwedstrijd tegen Rusland. Hij viel in de extra tijd in voor Yaya Touré.
1 Pandur ·
2 Coyle  ·
3 Giles ·
4 Hughes ·
5 Jones ·
6 McLoughlin ·
7 Millar ·
8 Mehlem ·
9 Bedia ·
11 Sinik ·
12 Pedro ·
14 Vaughan ·
16 Longman ·
17 Burns ·
18 Simons ·
19 Alzate ·
20 Puerta ·
22 Rushworth ·
23 Drameh ·
25 Zambrano ·
26 Smith ·
27 Slater ·
29 Jacob ·
31 Racioppi ·
32 Lo-Tutala ·
33 Belloumi ·
34 Cartwright ·
36 Jarvis ·
40 Foster ·
41 Sellars-Fleming ·
43 Ashbee ·
44 Kamara ·
45 Palmer ·
47 Tinsdale ·
48 Burstow ·
Coach: Walter